# Mustafa Güven
Mustafa Güven (* 1. Januar 1936 in Bursa; † 23. September 2013 in Istanbul) war ein türkischer Fußballspieler. Durch seine langjährige Tätigkeit für Fenerbahçe Istanbul wird er mit diesem Verein assoziiert. Auf Fan- und Vereinsseiten wird er als einer der wichtigen Spieler der Klubgeschichte aufgefasst. Aufgrund seiner Körpergröße von 160 cm wurde er zu seiner Spielerzeit Mikro Mustafa genannt.

## Karriere

### Verein
Güven erlernte das Fußballspielen als Straßenfußballspieler. Während seines Militärdienstes wurde man auf sein fußballerisches Talent aufmerksam und integrierte ihn in den Kader der türkischen Militärnationalmannschaft. Mit dieser nahm er an der Fußball-Militärweltmeisterschaft 1957 teil. In der Begegnung gegen die US-amerikanische Militärnationalmannschaft erzielte Güven sechs Tore beim 19:0-Sieg seiner Mannschaft und machte erstmals auf sich aufmerksam. Während dieses Turniers etablierte sich Güven als einer der Stars seiner Mannschaft. 
Nach diesem Turnier verpflichtete ihn der türkische Spitzenklub Fenerbahçe Istanbul. Zum Zeitpunkt seines Wechsels existierte in der Türkei keine nationale Liga, sondern es gab nur regionale Ligen in den größeren Ballungszentren, von welchen İstanbul Profesyonel Ligi (dt.: Istanbuler Profiliga) die renommierteste war. Fenerbahçe spielte als Istanbuler Mannschaft in der Istanbuler Profiliga und zählte zu den alteingesessenen Teams dieser Liga. Güven etablierte sich nach seinem Wechsel auf Anhieb als Stammspieler, lief in 16 der 18 Ligaspiele seiner Mannschaft auf und erzielte dabei fünf Tore. Mit seinem Verein beendete er die Saison als Meister der Istanbuler Profiliga.
Ab Frühjahr 1959 nahm Güven mit Fenerbahçe an der neugegründeten und landesweit ausgelegten Millî Lig (der heutigen Süper Lig) teil. Die erste Spielzeit der Millî Lig wurde von Februar 1959 bis Juni 1959 ausgespielt und endete mit einem Sieg von Fenerbahçe Istanbul. Güven absolvierte nahezu alle Partien seiner Mannschaft, zählte zu den erfolgreichsten Torschützen seines Teams und wurde mit seinem Team erster türkischer Fußballmeister. In der zweiten Saison misslang die Titelverteidigung der Meisterschaft. Stattdessen gewann die Mannschaft den Cemal-Gürsel-Pokal. In der dritten Saison wurde Güven mit seiner Mannschaft wieder türkischer Meister. Güven blieb die nachfolgenden zwei Spielzeiten mit seinem Verein ohne Titelgewinn. In der Spielzeit 1963/64 verlor Güven zwar seinen Stammplatz, jedoch wurde er mit seinem Team zum dritten Mal türkischer Meister.
Nach der letzten Meisterschaft mit Fenerbahçe verließ er den Verein in Richtung des Stadt- und Ligarivalen Beşiktaş Istanbul. Mit diesem Klub gewann er zum Saisonstart den TSYD-Istanbul-Pokal. Im Saisonverlauf kam er nur sporadisch zu Spieleinsätzen und saß überwiegend auf der Ersatzbank.
Im Sommer 1965 wechselte er zum österreichischen Verein SK Admira Wien. Mit diesem Verein wurde er zum Saisonende Österreichischer Meister und ÖFB-Cup-Sieger und erreichte damit das österreichische Double. Zum Saisonende kehrte er in die türkische Liga zurück und heuerte bei Beykozspor an. Nach einer Saison bei Beykozspor beendete er seine aktive Spielerlaufbahn.

### Nationalmannschaft
Neben seinen zahlreichen Einsätzen für die türkische Militärnationalmannschaft, die ihm zu einem Karrieresprung verhalfen, wurde Güven 1959 vom damaligen türkischen Nationaltrainer, dem Italiener Leandro Remondini, in den Kader der Türkischen Nationalmannschaft nominiert. Im Testspiel gegen die Niederländische Nationalmannschaft absolvierte Güven sein erstes und einziges Länderspiel. Auffallend an diesem Einsatz war, dass sein Trikot mit der Rückennummer 7 ihm derart zu groß war, dass er gezwungen war, das Trikot in seine Sporthose zu stopfen. Das hatte dann zur Folge, dass auf seinem Rücken nur eine übergroße 7 zu sehen war.

## Tod
Güven verstarb am 23. September 2013 in einem Istanbuler Krankenhaus im Alter von 77 Jahren.

## Erfolge
Mit Fenerbahçe Istanbul
- İstanbul Profesyonel Ligi: 1958/59
- Türkischer Meister: 1959, 1960/61, 1963/64
- Cemal-Gürsel-Pokal: 1959/60

Mit Beşiktaş Istanbul
- TSYD-Istanbul-Pokal: 1964/65

Mit SK Admira Wien
- Österreichischer Meister: 1965/66
- ÖFB-Cup-Sieger: 1965/66